# Эль-Масри, Хазем
Хазем Эль-Масри (англ. Hazem El Masri, араб. حازم المصري‎, родился 1 апреля 1976) — ливанский и австралийский игрок в регбилиг, известный по выступлениям на позиции фуллбэка и винга за регбилиг-клуб «Кентербери-Бэнкстаун Булдогс» в Национальной регбийной лиге. В составе клуба выиграл в 2004 году чемпионат Национальной регбийной лиги, а за всю свою карьеру он набрал 2418 очков, что является рекордом в истории чемпионата НРЛ, и занёс более 150 попыток, став седьмым игроком, добившимся подобного результата. На международной арене представлял сборные Ливана, своей исторической родины, и Австралии; также играл за сборные Сиднея и Нового Южного Уэльса.
Эль-Масри считается одним из выдающихся игроков в регбилиг в истории, а также одним из лучших бьющих. Исповедующий ислам, он также заработал уважение в мире регбилиг за работу с молодёжью и был удостоен премии НРЛ имени Кена Стивена в 2002 году за выдающийся вклад в развитие общества

## Ранние годы
Хазем Эль-Масри родился 1 апреля 1976 года в ливанском городе Триполи в семье коренных ливанцев, Халед и Амаль. В возрасте 12 лет, в 1988 году он переехал с семьёй в Австралию.

### Игровая карьера

#### 1990-е
С ранних лет Хазем увлекался футболом, однако в старших классах школы перешёл в регбилиг. Его первым клубом был «Энфилд Федералс» из города Энфилд. Выступая за команду школы Белмор, он попал в поле зрения скаутов регбилиг-клуба «Кентербери-Бэнкстаун Булдогс» и был приглашён на сборы, а через год выступил в составе команды в Кубке Президента. Дебют Эль-Масри состоялся в основном составе клуба «Сидней Булдогс» в 1996 году. Изначально он не был основным бьющим, поскольку эту позицию в команде занимал известный игрок Дэрил Холлиган, однако после травмы Холлигана в 1997 году Эль-Масри дебютировал на позиции бьющего и забил свои первые голы.
В 1997 году в сезоне Суперлиги Австралии Эль-Масри оформил хет-трик по попыткам в матче против английского «Галифакса». С сезона НРЛ 1998 года Эль-Масри стал игроком основного состава, с командой дошёл до финала, но в финале не принял участие (его команда проиграла финал против «Брисбен Бронкоз»).
В 1999 году Эль-Масри дебютировал в сборной Ливана, сыграв в матче Средиземноморского Кубка против сборной Марокко, и набрал 48 очков — рекордное достижение среди игроков сборных.

### 2000-е
Сборная Ливана в 2000 году дебютировала на чемпионатах мира по регбилиг, и Эль-Масри стал её капитаном на чемпионате мира, прошедшем в Великобритании. Первая игра завершилась поражением от Новой Зеландии со счётом 0:64. Во второй игре Эль-Масри занёс попытку и забил трижды на реализации, но его команда всё равно проиграла Уэльсу 22:24. В третьей игре он занёс две попытки и трижды забил с реализаций, игра против Островов Кука завершилась ничьей 22:22 и не вывела Ливан в плей-офф. Итогом его выступлений стали три попытки и шесть голов.
В 2001 году Эль-Масри сыграл за команду Сиднея, пять раз стал участником матчей в формате «Сидней против легионеров». В 2002 году он возглавил рейтинг Национальной регбийной лиги по набранным очкам, а также отклонил предложение от «Саут Сидней Рэббитоуз» и 2 миллиона долларов от клуба. В том же году он провёл первую и единственную игру за сборную Австралии против Новой Зеландии и набрал 8 очков. В 2003 году он установил ещё один рекорд на клубном уровне в матче против «Саут Сидней Раббитоз» в 21-м туре регулярного сезона по числу набранных очков.

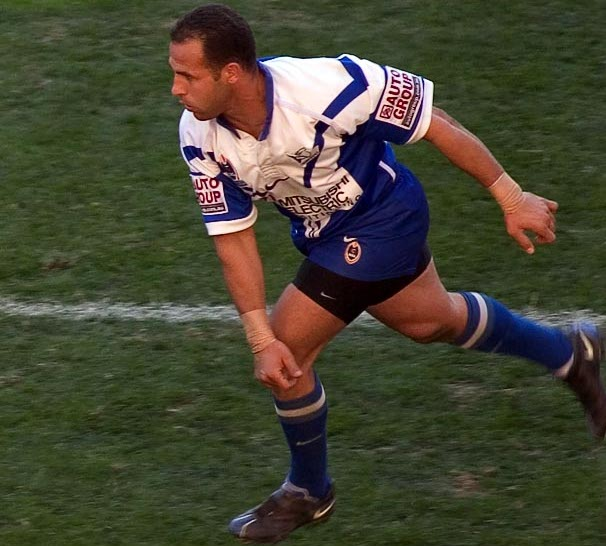
В сезоне 2004

Эль-Масри побил рекорд по числу набранных очков одним игроком за сезон (342 очка благодаря 16 попыткам и 139 голам) в 2004 году, а в финале против «Сидней Рустерз» занёс попытку и дважды забил с реализации, принеся титул чемпионов НРЛ своему клубу. Как чемпион НРЛ, он участвовал в матче против чемпиона Суперлиги, «Лидс Райнос», в Мировом клубном вызове; занёс две попытки и успешно провёл четыре реализации, хотя его клуб проиграл 32:39.
В 2005 году он побил рекорд Дэрила Холлигана по числу набранных за карьеру очков в клубной карьере. В 2006 году он побил ещё два клубных рекорда, занеся рекордные 34 очка за один матч (2-й раунд, против «Вест Тайгерс») и рекордное число попыток за клуб (123 попытки, итоговое достижение против «Ньюкасл Найтс»), забив 600-й гол в той же игре против команды из Ньюкасла. В 2007 году он преодолел отметку в 1900 очков, набрав в 8-м раунде регулярного сезона против «Ньюкасл Найтс» 14 баллов (победа 30:16) и став 6-м игроком, преодолевшим эту планку (до него этого добивались Грэм Иди, Мик Кронин, Дэрил Холлиган, Джейсон Тейлор и Эндрю Джонс). В третьей игре серии «Сидней против легионеров» 2007 года Эль-Масри совершил свой дебют, заменив выбывшего из-за травмы Джерри Лайона. Он пробил три реализации и занёс решающую попытку (в сумме 10 очков). В том же году Билл Вудс опубликовал его биографию «Эль-Маджик: жизнь Хазема Эль-Масри» (англ. El Magic: the life of Hazem El Masri).
В первом раунде сезона НРЛ 2009 года Эль-Масри в присутствии 19791 зрителя установил новый рекорд в истории НРЛ — рекорд по числу набранных одним игроком очков. В ворота «Мэнли-Уорринга Си Иглз» был забит штрафной, что принесло ему итоговые 2208 очков. 15 мая 2009 года он сыграл 300-й матч за «бульдогов» (поражение от «Дрэгонс» 18:20 на «Уин Джубили Стэдиум») и стал первым игроком, добившимся подобного достижения в клубе. До него отметку в 300 матчей прошли Даррен Локьер (355), Терри Ламб (349), Стив Мензис (349), Брэд Фиттлер (336), Клифф Лайонс (332), Эндрю Эттингсхаузен (328), Джефф Джерард (320), Джейсон Крокер (318), Пол Лэнгмак (315), Рубен Вики (312), Стив Прайс (306), Люк Рикетсон (301) и Петеро Сивонисева (300). В июне 2009 года Эль-Масри объявил о грядущем уходе из регбилиг, проведя последнюю, 317-ю игру 25 сентября 2009 года против «Парраматта Илз» в присутствии 74549 человек — крупнейшей аудитории на матче плей-офф (без учёта) финала. Эль-Масри приглашали сыграть в октябре 2009 года матч чемпионата Европы против России, но он не смог приехать.
Главный рекорд Эль-Масри — 2418 очков в 317 играх (159 попыток, 891 забитый гол из 1087 возможных, 81,97% попаданий).

## После карьеры игрока
После завершения карьеры Эль-Масри участвовал в символическом открытии стадиона «AAMI Парк» в Мельбурне перед матчем сборных Австралии и Новой Зеландии по регбилиг 2010 года. В 2011 году он участвовал в выборах в Новом Южном Уэльсе от округа Лакемба и Либеральной партии Австралии.

## Личная жизнь
Его первой супругой стала в 2000 году Арва Абусамра, палестинка, родившаяся в Саудовской Аравии. У них трое детей. У Хазема есть также брат Самер, профессиональный игрок в регбилиг, выступавший за сборную Ливана. Развод с Арвой состоялся в начале 2014 года. Он женился во второй раз, однако в октябре 2015 года Полиция Нового Южного Уэльса арестовала его за избиение второй жены Дуах Эль-Шериф. Обвинение было снято в 2016 году, а через год Арва вернулась в семью.
Эль-Масри исповедует ислам. Он был одним из тех ливанцев, кто призвал мирно разрешить последствия беспорядков на религиозной почве в Сиднее.